# 吴维尊
吴维僔（1926年4月—2002年12月21日），出生于浙江东阳，清末名臣、庚子被祸五大臣之一袁昶的外孙。出生时母亲为他取名“以巴弗”（主后第一世纪与保羅同坐牢的一位基督徒）。吴维尊著述不多，但坚守信仰，其“为主坐监”的事在基督徒中传达开来，被称为“中国的以巴弗”。
1941年信基督耶稣。1946年秋入上海中华神学院，1949年初毕业。然后在上海守真堂作实习传道。1949年10月起至1957年，任上海守真中学、同济中学教师。1957年与一个天津女基督徒结婚，调到天津46中学任物理教师。因坚持阅读圣经，被认为搞宗教迷信，被下放郊区劳动。1961年回校，不允许讲课，任实验室试验员。
因为他用复写纸写《主内交通》文字，寄往各地，引起公安局的注意。1964年7月30日，吴维僔被传讯、抄家，因在审讯中拒不开口而被收押入看守所。此后在一个月内一连八次被提审，但皆"拒绝交代案情"。此后，不管监狱当局如何软硬兼施，他都抱定"不交代、不认罪、不悔改，只一心仰望、交托给主"。在看守所关押期间，由于他坚持"饭前谢恩"和定期禁食，饱受饿饭、灌食、毒打、重铐和批斗等种种折磨，吃尽了苦头，但他终未屈服。
1967年2月被法院判处无期徒刑，押往宁夏劳动改造。妻子也被迫离婚。在服刑期间，吴维僔始终坚持信仰，拒绝思想改造。坚持不读毛语录，不唱革命歌曲，不高喊"万岁"，不向毛像敬礼，以及仍然坚持饭前谢恩等，被视为"反改造份子"，多次遭受毒打和各种非人的折磨。
1981年春季，宁夏回族自治区高级人民法院重新裁定，认为吴维僔“确已悔改”，放弃原来立场，遂将无期徒刑改为有期徒刑20年（1967年－1987年）。吴维僔拒绝承认自己“悔改”。1987年5月28日被强迫出狱。当日，他写了《出监日呈文》，致信给宁夏回族自治区高级人民法院，郑重申明自己没有“悔改”的事实。后在监狱附近住下，坚持做一个“监狱墙外的无期犯人”。2002年12月21日上午，在监狱附近的住所内独自安祥离世。